# Білютуйське сільське поселення
Білюту́йське сільське поселення (рос. Билютуйское сельское поселение) — сільське поселення у складі Киринського району Забайкальського краю Росії.
Адміністративний центр — село Білютуй.

## Населення
Населення сільського поселення становить 782 особи (2019; 882 у 2010, 1099 у 2002).

## Склад
До складу сільського поселення входять:
| Населений пункт | Населення, осіб (2002) | Населення, осіб (2010) |
| --------------- | ---------------------- | ---------------------- |
| Билира, село    | 310                    | 239                    |
| Білютуй, село   | 789                    | 643                    |